# Тонкорука часничниця
Тонкорука часничниця (Leptobrachium) — рід жаб родини Megophryidae. Має 36 видів.

## Опис
Загальна довжина представників цього роду коливається від 5 до 7 см. Спостерігається статевий диморфізм: самиці більші за самців. Голова трикутної форми, невелика з округлою мордою. Мають доволі великі очі. Тулуб огрядний. Кінцівки тонкі, відносно короткі, потужні, практично позбавлені перетинок.
Забарвлення спини сіро-коричневе, пурпурно-синє або золотаве з темними яйцеподібними плямами, що розташовуються симетрично. Черево має чорного або сірого кольору з темними плямами. Від очей та брів тягнеться чорна смуга.

## Спосіб життя
Полюбляють гірські місцини, поблизу водойм. Активні вночі. Вдень ховаються під камінням або біля дерев. Практично не стрибають, пересуваються неквапливим кроком. Харчуються наземними безхребетними.

## Розповсюдження
Мешкає у південному Китаї, південній та південно—східній Азії.

## Види
- Leptobrachium abbotti (Cochran, 1926)
- Leptobrachium ailaonicum (Yang, Chen, and Ma, 1983)
- Leptobrachium banae Lathrop, Murphy, Orlov & Ho, 1998
- Leptobrachium bompu Sondhi & Orlov, 2011[1]
- Leptobrachium boringii (Liu, 1945)
- Leptobrachium buchardi Ohler, Teynié & David, 2004[2]
- Leptobrachium chapaense (Bourret, 1937)
- Leptobrachium guangxiense Fei, Mo, Ye & Jiang, 2009
- Leptobrachium gunungense Malkmus, 1996
- Leptobrachium hainanense Ye & Fei In Ye, Fei & Hu, 1993
- Leptobrachium hasseltii Tschudi, 1838
- Leptobrachium hendricksoni Taylor, 1962
- Leptobrachium huashen Fei and Ye, 2005
- Leptobrachium ingeri Hamidy, Matsui, Nishikawa, and Belabut, 2012
- Leptobrachium kanowitense Hamidy, Matsui, Nishikawa, and Belabut, 2012
- Leptobrachium kantonishikawai Hamidy and Matsui, 2014
- Leptobrachium leishanense (Liu and Hu, 1973)
- Leptobrachium leucops Stuart, Rowley, Tran, Le & Hoang, 2011[3]
- Leptobrachium liui (Pope, 1947)
- Leptobrachium lumadorum Brown, Siler, Diesmos & Alcala, 2010
- Leptobrachium lunatum Stuart, Som, Neang, Hoang, Le, Dau, Potter & Rowley, 2020
- Leptobrachium mangyanorum Brown, Siler, Diesmos & Alcala, 2010
- Leptobrachium masatakasatoi Matsui, 2013[4]
- Leptobrachium montanum Fischer, 1885
- Leptobrachium mouhoti Stuart, Sok & Neang, 2006
- Leptobrachium ngoclinhense Orlov, 2005
- Leptobrachium nigrops Berry & Hendrickson, 1963
- Leptobrachium promustache (Rao, Wilkinson, and Zhang, 2006)
- Leptobrachium pullum (Smith, 1921)
- Leptobrachium rakhinensis Wogan, 2012
- Leptobrachium smithi Matsui, Nabhitabhata & Panha, 1999
- Leptobrachium sylheticum Al-Razi, Maria, and Poyarkov, 2021[5]
- Leptobrachium tagbanorum Brown, Siler, Diesmos & Alcala, 2010
- Leptobrachium tenasserimense  Pawangkhanant, Poyarkov, Duong, Naiduangchan, and Suwannapoom, 2018
- Leptobrachium tengchongense Yang, Wang, & Chan, 2016
- Leptobrachium waysepuntiense Hamidy & Matsui, 2010[6]
- Leptobrachella wulingensis Qian, Xia, Cao, Xiao & Yang, 2020
- Leptobrachium xanthops Stuart, Phimmachak, Seateun & Sivongxay, 2012[7]
- Leptobrachium xanthospilum Lathrop, Murphy, Orlov & Ho, 1998